# Carla Humphrey Jordan
Carla Astrid Humphrey Jordan (Ciudad de México, 30 de agosto de 1973) es una abogada, funcionaria pública y consejera electoral del Instituto Nacional Electoral (INE) para el período 2020-2029.

## Trayectoria
Estudió la licenciatura en Derecho en el Instituto Tecnológico Autónomo de México en 1993 y es candidata a Doctora en Gobierno y Administración Pública por el Instituto Universitario Ortega y Gasset de la Universidad Complutense de Madrid con especialización en derecho constitucional y en materia político-electoral.
Fue consejera del Instituto Electoral del Distrito Federal en el periodo 2006-2013; posteriormente secretaria de Estudio y Cuenta en la Sala Superior del Tribunal Electoral del Poder Judicial de la Federación, de 2014 a 2016; y de 2018 a 2020 fue directora general de Asuntos Normativos de la Unidad de Inteligencia Financiera de la SHCP.
El  22 de julio de 2020, Carla Humphrey Jordan fue elegida consejera del INE para el periodo del 27 de julio de 2020 al 26 de julio de 2029, por la cámara de Diputados.
Integra la Asociación Mexicana de Consejeras Estatales Electorales y forma parte de la Asociación Nacional de Consejeros y Consejeras Electorales de los Organismos Electorales de la República Mexicana. Es socia de la Organización International Women's Forum IWF.
Es articulista en los medios La Silla Rota y El Universal.

### INE
Dentro de su trabajo en el Consejo General del INE ha impulsado acciones afirmativas que buscan tomar medidas para prevenir, atender, erradicar, sancionar y reparar la violencia política en razón de género.  Entre las que destacan acuerdos para que en el proceso electoral exista paridad de género en candidaturas, incluyendo la gubernaturas.
Se sumó a la iniciativa de Ley de la 3 de 3 impulsada por colectivas feministas a nivel nacional, en donde se promueve que por ley ningún agresor de mujeres, deudor alimentario o moroso pueda ocupar espacios de liderazgo político y que, esa misma condición, sea aplicada para la postulación de candidaturas por parte de los partidos políticos.

“Es importante abrir estos caminos cuando estamos en estos cargos, que además tenemos mucha visibilidad, también me parece importante empoderar y mandar este mensaje que todas y todos podemos estar en los lugares que nos hemos planeado que queremos estar siempre y cuando no dejemos de velar y defender nuestros principios, valores y claramente lo que pensamos”.
Carla Humphrey

## Controversia
Se le relacionó con la elite política del PAN. Generó controversia su aspiración a presidir el Consejo General del Instituto Nacional Electoral, siendo ella consejera electoral dentro de este mismo órgano. Este caso lo presentó ante el Tribunal Electoral del Poder Judicial de la Federación con la impugnación en contra del Comité Técnico de Evaluación para la designación de la presidencia del INE, que la dejó fuera del proceso.
Estuvo casada, de 2008 a 2013, con el secretario particular del presidente Felipe Calderón, Roberto Gil Zuarth.
 

A finales de 2021 contrajo matrimonio con Santiago Nieto en Guatemala, lo cual ocasionó un escándalo por celebrar una boda ostentosa y de derroche según lo calificado en diversos medios de comunicación e integrantes de la clase política mexicana, entre ellos, el presidente Andrés Manuel López Obrador, quien declaró: 
Hay que recomendarles a los servidores públicos que actúen con moderación, con austeridad y que sigan el ejemplo de (Benito) Juárez que decía que el servidor público debía aprender a vivir en la justa medianía
Tras el escándalo, Santiago Nieto presentó su renuncia a la Unidad de Inteligencia Financiera.